# Martin Brockman
Martin Brockman (ur. 13 listopada 1987) – brytyjski lekkoatleta specjalizujący się w wielobojach. 
W 2010 zdobył w Nowym Delhi brązowy medal igrzysk Wspólnoty Narodów. Reprezentant Wielkiej Brytanii w meczach międzypaństwowych oraz medalista mistrzostw kraju. Rekord życiowy: 7712 pkt. (8 października 2010, Nowe Delhi). 

## Osiągnięcia
| Rok  | Impreza                                | Miejsce    | Lokata      | Wynik     |
| ---- | -------------------------------------- | ---------- | ----------- | --------- |
| 2010 | Igrzyska Wspólnoty Narodów             | Nowe Delhi | 3. miejsce  | 7712 pkt. |
| 2013 | Superliga pucharu Europy w wielobojach | Tallinn    | 17. miejsce | 7310 pkt. |
| 2015 | Superliga pucharu Europy w wielobojach | Aubagne    | 11. miejsce | 7583 pkt. |